# 吉野鉱山
吉野鉱山（よしのこうざん）とは、かつて山形県南陽市（旧東置賜郡吉野村）に存在した鉱山。

## 概要
江戸時代以前からの歴史を誇り、金、銀、鉛、亜鉛、重晶石、石膏などを産出した。戦前は、小規模な鉱区が群棲しており各々操業していた。このうち、吉野石膏山（吉野石膏採掘所）において、石膏を採掘・精製していた業者が明治年間（1901年ごろ）に後の吉野石膏を創業。その後アメリカで開発された石膏ボードの生産と普及に努めたことによって全国的に知名度が高まった。吉野石膏山は、石膏の供給先である日本タイガーボード製造（吉野石膏の前身の一つ）が海外からの輸入石膏及び（化学肥料の副産物である）化学石膏に原料を切り替えたこと、1936年に同山竪坑において出水事故に見舞われたことなどから、1939年に閉山している。
第二次世界大戦後は、日本鉱業が鉱区を統合し、操業を続けていた。しかし、1970年3月3日には鉱滓処理用の鉄管が凍結で破裂し、カドミウムを含む汚水が地域の水道水源に流入したほか、河川水の酸性化などの鉱毒問題が発生問題となり、1974年に閉山に追い込まれた。
現在は、金属鉱業等鉱害対策特別措置法に基づいて、指定鉱害防止事業機関が鉱害防止業務として坑廃水処理場を設置し、流出する酸性水の中和作業を実施している。また、鉱山跡地付近には、同鉱山と関わりの深い吉野石膏による「吉野石膏の森」、（日本鉱業の後身である）JX金属による「日鉱 里山・龍樹の森」という企業所有の山林が存在する。